# Baade 152
A 152-es típus négyhajtóműves, felsőszárnyas utasszállító repülőgép, melyet a Drezdai Repülőgépgyárban fejlesztettek ki. Két repülőképes prototípus készült. A fejlesztési programot 1961-ben leállították, a gép sorozatgyártására nem került sor.

## Története

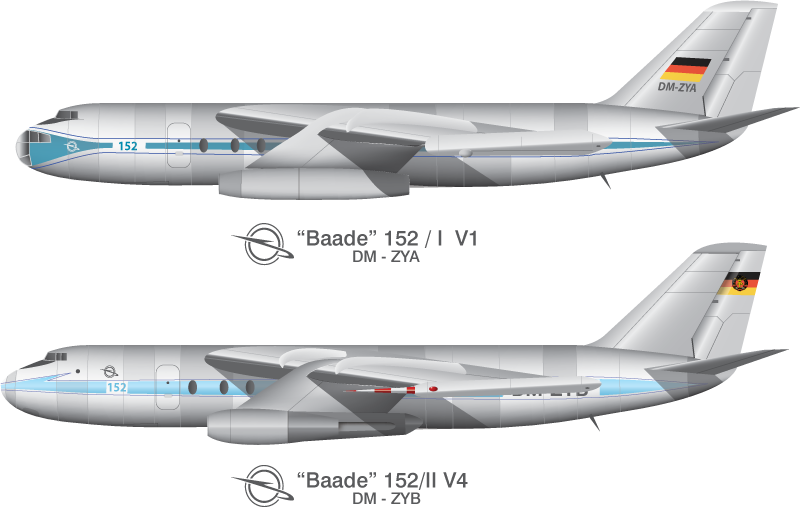
A 152-es gép két prototípusa

A második világháború után a szovjet megszállási övezetben maradt német repülőgépgyárak szakemberei a szovjet megszálló hatóságok felügyelete és irányítása alatt folytatták a megkezdett repülőgép-fejlesztéseit. A Dessauban működött Junkers üzem mérnökei Brunolf Baade vezetésével dolgoztak. Később a német mérnököket átköltöztették a Szovjetunióba, és Baade vezetésével létrehozták az OKB–1 tervezőirodát, amely főként a Junkers kísérleti sugárhajtású bombázóinak továbbfejlesztésével foglalkozott. Ennek eredménye a 150-es bombázó repülőgép volt.
Az NDK kormányának kérésére az OKB–1-ben elkezdték egy 72 személyes utasszállító repülőgép tervezését, amelynek alapja az OKB–1 tervezőiroda 150-es típusú bombázója volt. 1956 májusában az OKB–1-t felszámolták, és a német szakemberek visszatértek az NDK-ba, ahol folytatták az utasszállító fejlesztését. Három prototípus építését tervezték, különböző aerodinamikai elrendezéssel és konstrukciós kialakításokkal.
Az első prototípus tandem elrendezésű volt és a támasztó futók a szárnyvégen voltak. A hajtóműveket a szárny alatt lógó gondolában helyezték el, ez a keleti blokkban szokatlan kialakítású volt. Ennél a korát megelőző hajtómű-elrendezésnél a lelógó hajtómű nem zavarta a szárny körüli áramlást. Az összesen négy gázturbinás sugárhajtóművet párosával helyezték el  hajtóműgondolában. A gép modelljét a CAGI szélcsatornájában is vizsgálták.
Hajtóműve a második világháború alatt Dessauban kifejlesztett Junkers Jumo 012 továbbfejlesztésével kialakított Pirna 014 gázturbinás sugárhajtómű volt. A hajtómű fejlesztésénél jelentkezett nehézségek miatt az első prototípus berepülésének idejére a Pirn 014 nem készült el, így a gépbe a szovjet RD–9B gázturbinás sugárhajtóművet építették.
Az első prototípus 1958. december 4-én emelkedett a levegőbe DM-ZYA lajstromjellel. Ez volt az első német (akkor NDK) sugárhajtású utasszállító repülőgép.
1960. augusztus 26-án repült a második, DM-ZYB lajstromjelet kapott prototípus. Ennél megszüntették az üvegezett orr-rész és kényelmesebbé tették az utasteret (csak 57 személyes volt). Az első prototípustól eltérően hárompontos, különleges kialakítású futóműve volt. A négykerekes főfutók számára a két hajtóművet befogadó gondolában alakítottak ki helyet.
Egy harmadik prototípus is készült, ezt a földi statikai tesztekhez használták.
A gép sorozatgyártását 1961-ben indították volna, de még ugyanabban az évben leállították anélkül, hogy újabb repülőképes gép elkészült volna. A Szovjetunió visszavonta a korábban jelzett vételi szándékát, és más légitársaságok – így a keletnémet Deutsche Lufthansa és a magyar Malév – sem rendeltek a típusból.
A gép történetéről a DEFA stúdió játékfilmet készített Szárnyas emberek címmel.